# زلزال نيوهامبشير 1940
زلزال نيوهامبشير 1940 هو زلزالٌ وقعَ في نيوهامبشير في الولايات المتحدة بتاريخ 20 ديسمبر 1940.